# Wataru Ota
Wataru Ota (太田 渉 Ota Wataru?, nacido el 14 de marzo de 1981 en Osaka) es un exfutbolista japonés. Jugaba de guardameta y su último club fue el Ehime FC de Japón.

## Trayectoria

### Clubes
| Club           | País  | Año         |
| -------------- | ----- | ----------- |
| Ventforet Kofu | Japón | 2001        |
| Ehime FC       | Japón | 2002 - 2004 |